# خاطرات نیمه‌شب
خاطرات نیمه‌شب (به انگلیسی: Memories of Midnight) نام رمانی است که توسط سیدنی شلدون نوشته شده است و دنبالهٔ رمان آن‌سوی نیمه‌شب محسوب می‌شود.